# Giovanni Biliverti

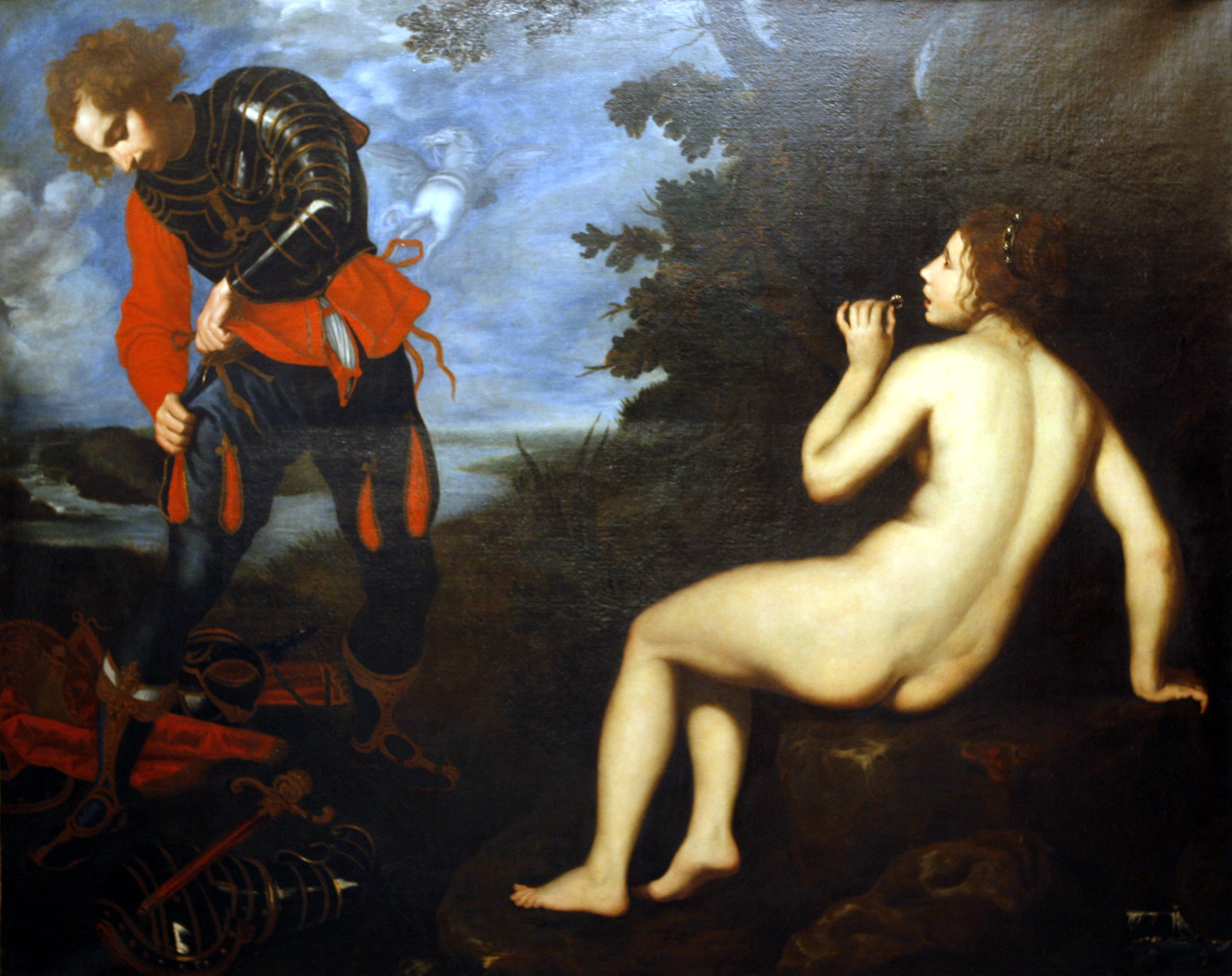
Roger y Angélica, 1625

Giovanni Biliverti (sobrenome também escrito como Bilivelt e Bilivert ou outras variantes) (Florença, 25 de agosto de 1585 - Florença, 16 de julho de 1644) foi um pintor italiano dos estilos Maneirismo e Barroco cujo trabalho foi desenvolvido em grande parte em sua cidade adotiva, Florença e, posteriormente, Roma.
Era filho do pintor holandês Giacomo Giovanni Biliverti (nascido Jacob Janszoon Bijlevelt) (1550-1603). Este nasceu em Delft, mas exerceu a sua atividade artística em Florença.
Giovanni começou a sua aprendizagem com Alessandro Casolani em Siena. Após a morte de seu pai, em 1603, trabalhou no ateliê de Ludovico Cardi, que o acompanhou em Roma a partir de abril 1604 até 1607. Lá ele trabalhou em projetos aprovados pelo Papa Clemente VIII.
Em 1609, Biliverti ingressa na Galeria da Academia de Belas Artes de Florença, financiada  pela Família Médici. De 1611 até 1621, ele foi contratado por Cosme II de Médici para trabalhos em pietra dura.
Na Basílica de Santa Cruz, em Florença, é possível ver o seu retábulo de Santa Helena.
Em seus últimos anos, Giovanni Biliverti ficou cego.
Entre seus alunos estavam Cecco Bravo, Agostino Melissi, Baccio del Bianco e Orazio Fidani.